# Història de Malta

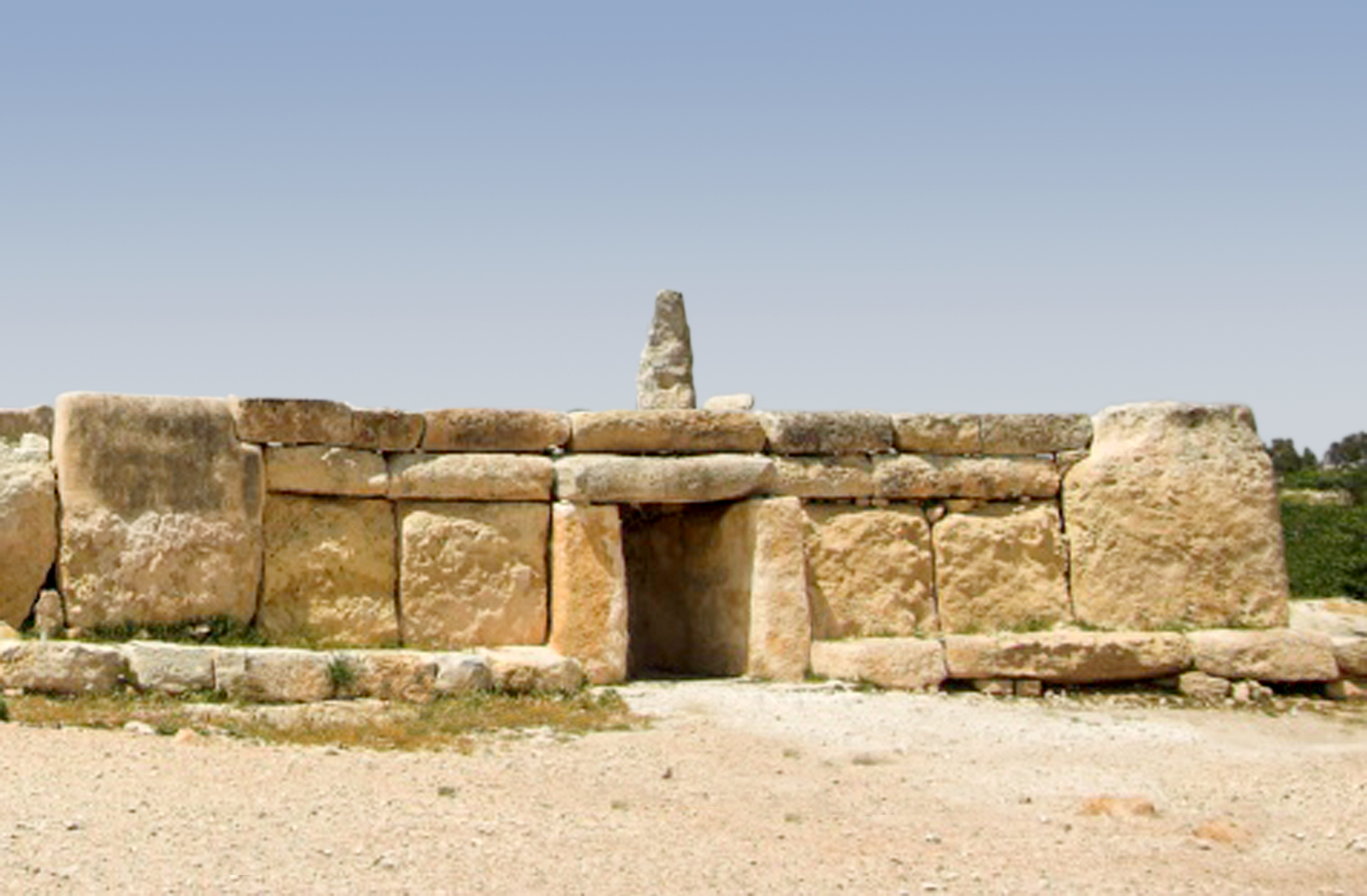
El temple megalític de Ħaġar Qim

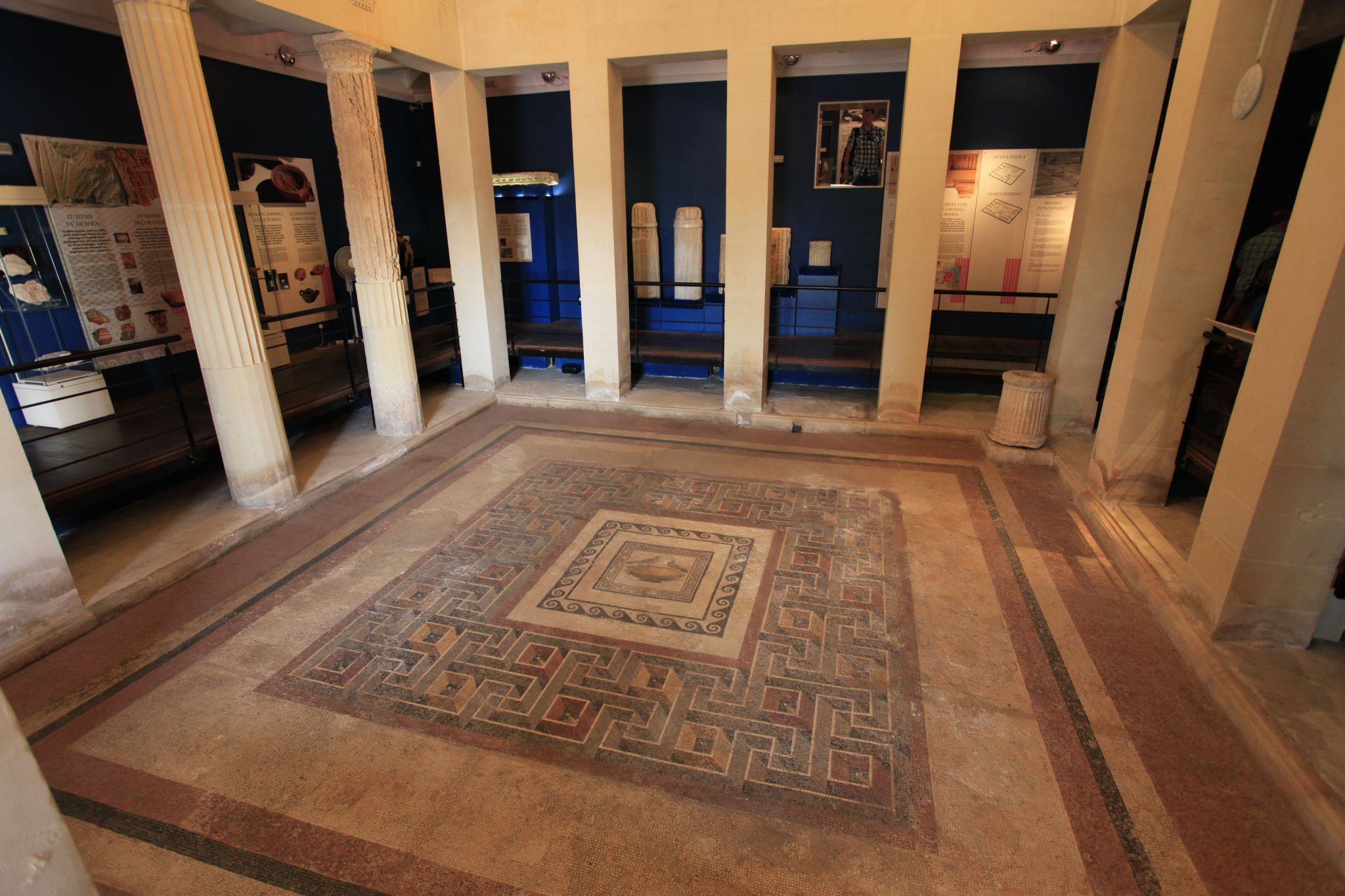
Mosaics romans a una Domus Romana de l'antiga Melite

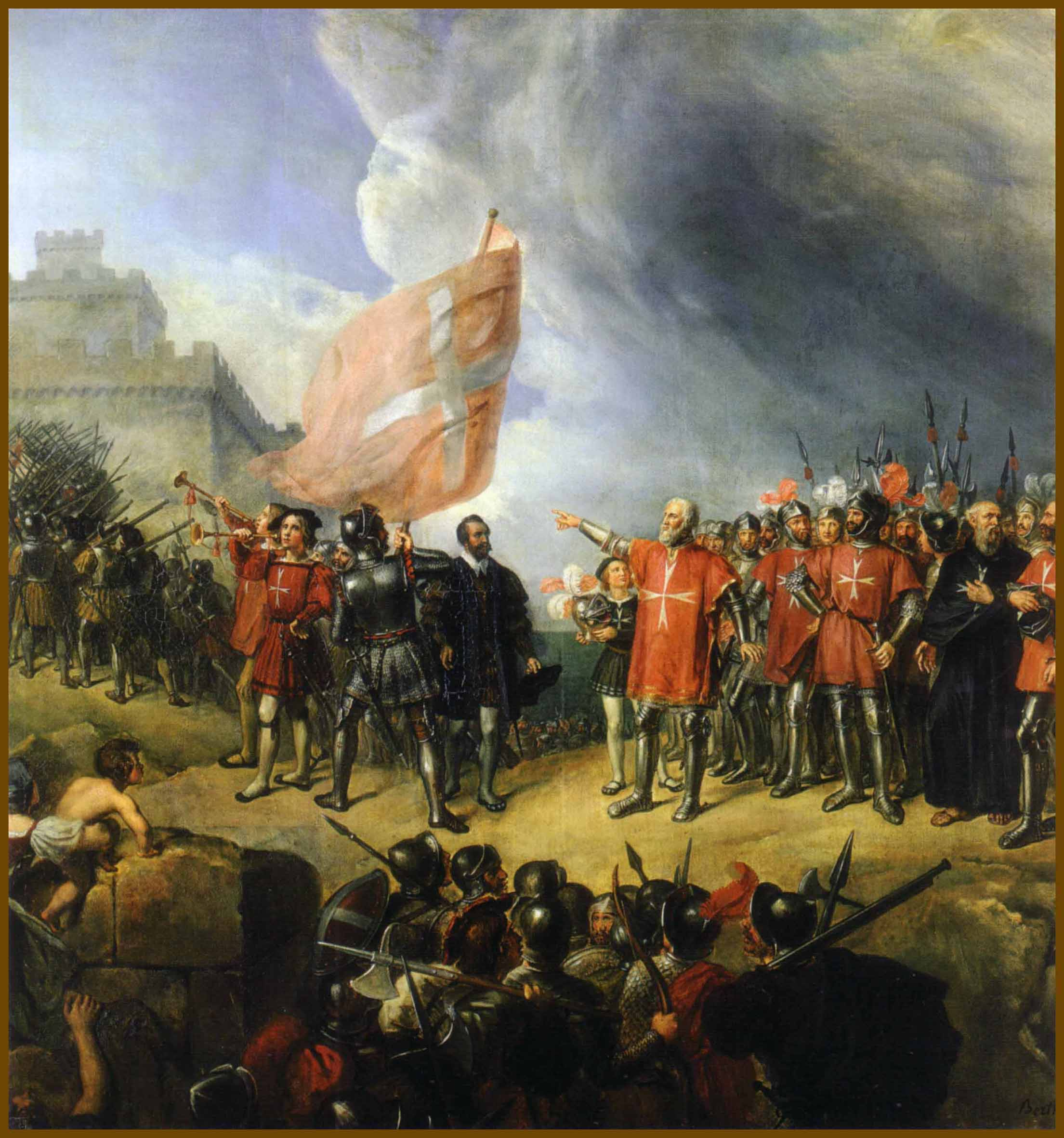
Philippe Villiers de L'Isle-Adam pren possessió de Malta (26 d'octubre de 1530)

L'illa de Malta ha tingut una història molt rica, lligada a la seva posició estratègica a la Mediterrània i marcada per la influència de l'Orde de Malta i l'ocupació britànica.
Va ser habitada per primera vegada cap al 5900 aC. Els primers habitants van ser agricultors i els seus mètodes agrícoles van degradar el sòl fins que les illes van quedar inhabitables. Van ser repoblades cap al 3850 aC per una civilització que va construir els seus temples megalítics, que actualment es troben entre els edificis més antics del món. La seva civilització es va esfondrar cap al 2350 aC, però les illes van ser repoblades pels guerrers de l'edat del bronze poc després.
Cap al 700 aC, les illes van ser colonitzades pels fenicis, fins que van caure a mans de la República romana el 218 aC. Les illes van ser adquirides pels romans i romans d'Orient al segle vi, que van ser expulsats pels aglàbides després d'un setge el 870 dC. Malta pot haver estat poc poblada durant uns quants segles fins que va ser repoblada pels àrabs al segle xi. Les illes van ser envaïdes pel comtat normand de Sicília el 1091 i va seguir una gradual cristianització de les illes. En aquest moment, les illes van passar a formar part del Regne de Sicília i van estar dominades per successius governants feudals, inclosa la Corona d'Aragó.
Les illes foren lliurades a l'Orde de Sant Joan el 1530, que les governà com a estat vassall de Sicília. El 1565, l'Imperi Otomà va intentar prendre les illes durant el Setge de Malta, però la invasió va ser rebutjada. L'Orde va continuar governant Malta durant més de dos segles, i aquest període es va caracteritzar per un floriment de les arts i l'arquitectura i una millora general de la societat. L'Orde va ser expulsada després que la Primera República Francesa envaís les illes el 1798, cosa que va marcar l'inici de l'ocupació francesa de Malta.
Després d’uns mesos de domini francès, els maltesos es van rebel·lar i els francesos van ser expulsats el 1800 amb ajuda britànica, napolitana i portuguesa. Posteriorment, Malta es va convertir en protectorat britànic i es va convertir en una colònia de facto el 1813. Això va ser confirmat pel tractat de París un any després. Les illes es van convertir en una important base naval per als britànics, servint de seu de la flota mediterrània. A causa d'això, Malta va ser atacada per les potències de l'Eix durant la Segona Guerra Mundial i el 1942 l'illa va rebre la Creu de Jordi (George Cross), que avui apareix a la bandera i l'escut de Malta. La Colònia de la Corona de Malta va ser autogovernada entre els anys 1921–33, 1947–58 i 1962–64.
Malta es va independitzar de la Commonwealth com a Estat de Malta el 1964 i es va convertir en una república el 1974. Des del 2004, el país és un estat membre de la Unió Europea.

## Prehistòria de Malta

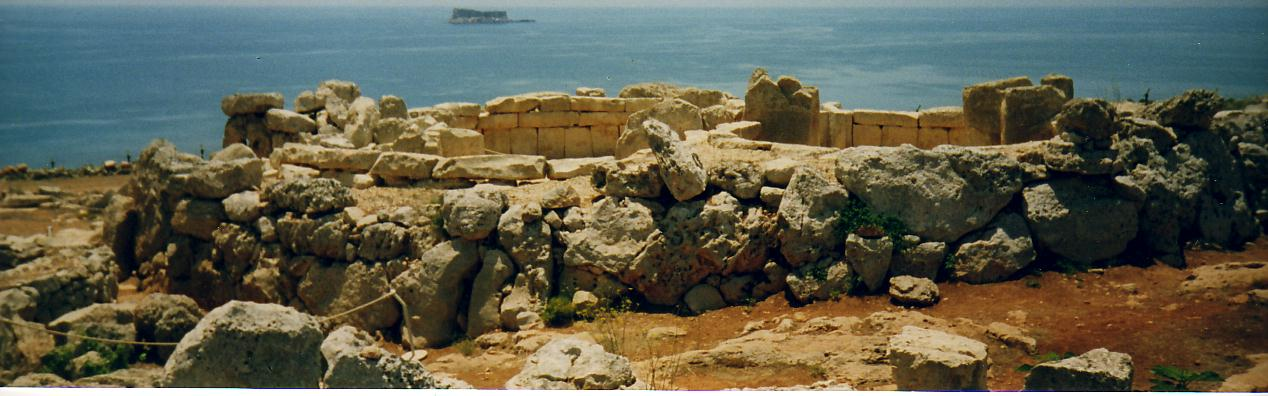
Temple a Malta

L'arribada de l'ésser humà al Mediterrani central va ser relativament tardana en comparació amb altres zones de l'entorn. Sembla que Malta no va ser ocupada fins al Neolític (5200 aC). L'ocupació va provenir dels desplaçaments de la veïna Sicília. Durant aquest període s'importava lava i pedres des de la costa siciliana i s'exportaven tèxtils manufacturats. Els més antics signes d'enterrament van ser trobats a Skorba. Durant la que seria l'edat del Coure a Sicília, a Malta va florir l'edat o era dels Temples (4000 aC - 2500 aC) en honor de les grans construccions megalítiques que s'hi van dur a terme. Aquesta civilització autòctona va conèixer pels seus intercanvis amb Sicília els metalls, però no els va usar, i dugué a terme un gran desenvolupament en la tècnica d'elaboració d'útils amb pedra. A l'edat del bronze les aldees per primera vegada van començar a ser protegides amb palissades singulars. L'arribada del coure i el bronze va permetre una expansió dels cultius i un augment de la població. Del 1500 aC al 725 aC la població abandona els petits llogarets per instal·lar-se sobre els turons, i els fortifica. Els contactes amb l'exterior augmenten amb grecs, micènics i altres pobles de l'est.

## Història megalítica i antiga

### Fenicis, grecs i romans

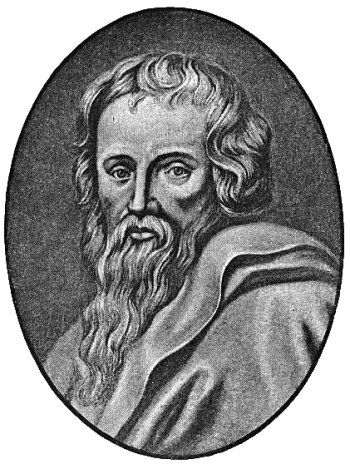
Sant Pau inicià la cristianització de Malta

L'arribada dels fenicis es va produir a l'entorn de l'any 1000 aC, i van batejar l'illa principal Málat, que significa 'refugi segur'. Aquesta illa fou la seva base per al comerç i per a les exploracions a través del mar Mediterrani. Al 736 aC, els grecs ocupen l'illa i la converteixen en la colònia de Melita, si bé la seva presència és poc significativa fins al període hel·lenístic.
Els fenicis viuran la seva era d'esplendor entre el 1200 aC i el 725 aC. Des que solquen els mars coneixen l'existència de l'arxipèlag maltès, si bé en els primers anys no es mostraran interessats a establir-s'hi de manera permanent. Quan s'obren factories i instal·lacions a Xipre, nord d'Àfrica, península Ibèrica i Sicília, Malta es converteix en punt d'interès el 800 aC segons testimonien les restes ceràmiques trobades; això fou així també perquè els grecs no havien ocupat les illes encara. S'hi van establir dos punts d'embarcament, un en cadascuna de les dues illes majors. Els fenicis s'ubiquen així en un lloc estratègic del Mediterrani central. Alhora, els etruscs tracten d'exercir un control sobre el pas marítim del sud-oest d'Itàlia, Sicília i, previsiblement, Malta. Tanmateix, el domini final pels fenicis no va ser voluntàriament buscat. Els primers establiments estaven formats per comerciants, alguns traslladats a les illes amb les seves famílies, i només el temps i el desenvolupament de la conflictivitat posterior amb els grecs els va fer valorar la importància estratègica de la seva posició a Malta.
Les illes van passar després al control de Cartago (el 400 aC) després de declarar-se les hostilitats amb els grecs. L'ascensió de Cartago a la categoria de potència militar va desencadenar les hostilitats amb els grecs i les illes es van convertir de sobte en lloc fonamental per al control d'aquesta zona del Mediterrani. Es van assentar a l'illa i van fundar, almenys, un port. Segons els últims estudis arqueològics, amb l'arribada d'Alexandre el Gran, Malta va quedar sota la influència hel·lenística, que es va fer patent en diverses construccions i en la terrisseria de l'època, tot i que es desconeix fins a quin punt estaven implantats, només culturalment o també com a força militar.
Malta és una cruïlla entre Cartago i l'hel·lenisme i, al final, es veu afectada cap al 264 aC amb l'extensió de Roma cap a Sicília. S'estava forjant un nou poder a la zona que ocupava tota la península Itàlica i que convivia malament amb Cartago. La Primera Guerra púnica va ser el resultat del desig de Roma de controlar Sicília i els seus voltants. Els romans entren a Malta al 255 aC i la devasten per la seva aliança amb Cartago. Durant la Segona Guerra Púnica al 218 aC, Roma ocupa definitivament l'arxipèlag i l'adscriu a la circumscripció de Sicília, segons les cròniques de Ciceró. La romanització de les illes no es fa esperar i al segle i aC el comerç és pròsper i hi ha un increment notable de la població. Tanmateix, Malta és presa habitualment com a refugi de pirates fins a la victòria de Pompeu sobre ells l'any 67 aC. A partir d'aquest moment hi floreix la ramaderia, l'agricultura i l'elaboració de peces tèxtils molt refinades, que són objecte d'exportació. S'estenen les villae decorades amb rics mosaics.
Les illes van prosperar sota el domini romà i durant aquest temps van ser considerades un municipium i una feodorata civitas. Encara s'hi conserven moltes restes de la presència romana, que testimonien l'estreta relació entre els maltesos i els romans. Malta es converteix en un refugi segur per a la flota romana a l'hivern, que li permet actuar al centre de la Mediterrània en tot moment. Al 60 dC, les illes van ser visitades per sant Pau, el qual explica als Fets dels Apòstols que va naufragar a les seves costes, al lloc que avui s'anomena badia de Sant Pau.
L'any 212, sota l'emperador Caracal·la, els maltesos adquireixen la ciutadania romana, igual que la resta dels habitants de l'Imperi Romà. La seva ruptura va provocar que Malta quedés enquadrada en l'Imperi Romà d'Orient, frontera amb els regnes dominats per ostrogots i vàndals.

### Reconquesta romana i domini àrab

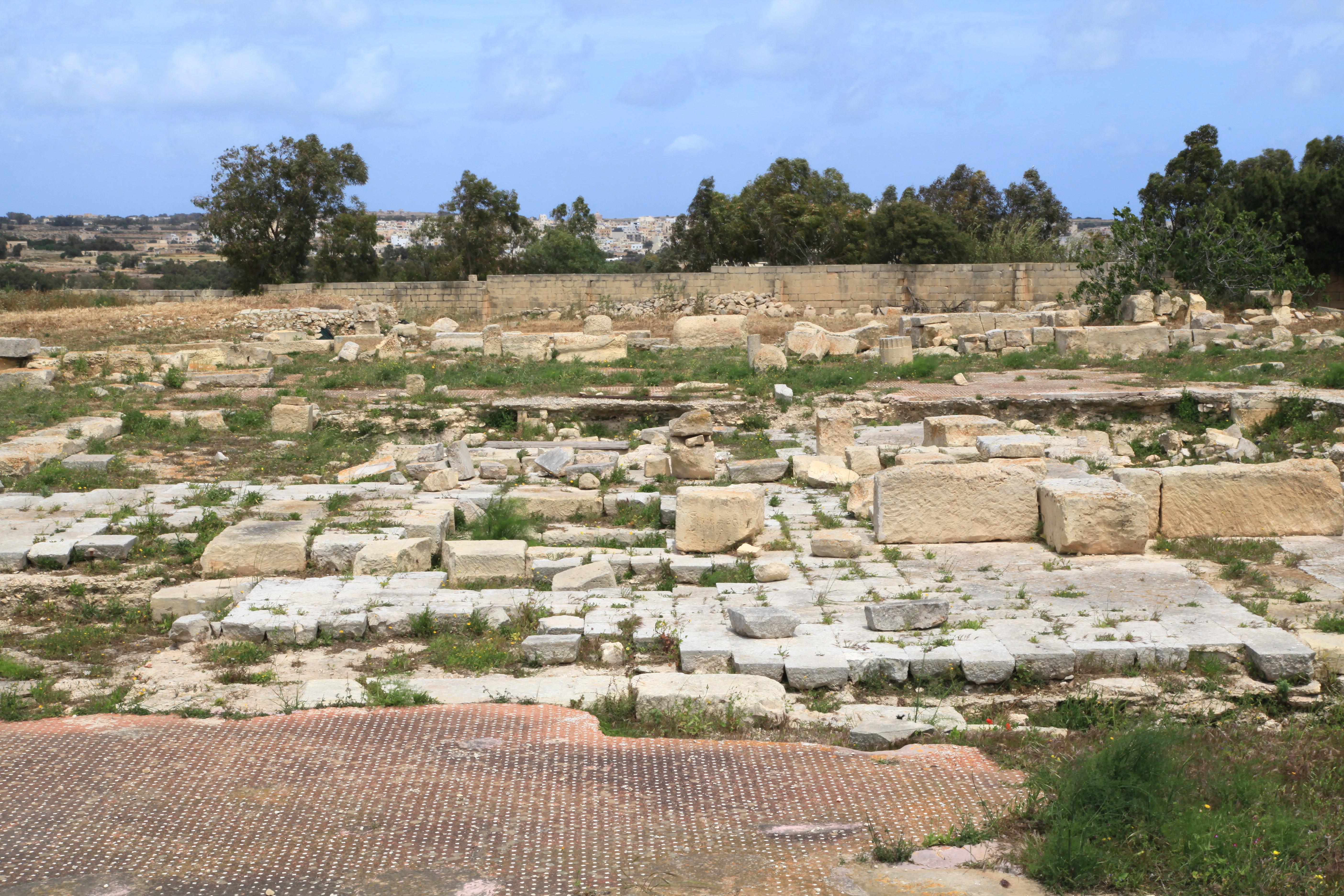
Restes d’una basílica romana d'Orient a Tas-Silg, que es va construir al lloc des temples megalítics i romans anteriors

El 440, l'illa fou capturada pels vàndals, que havien ocupat recentment la província romana d'Àfrica. Fou recuperada pel general romà d'Orient Belisari el 533, junt amb altres possessions vàndales, i romangué com a part de la província romana d'Orient de Sicília durant els següents 340 anys.
Malta va ser ocupada pels fatimites, que hi va exercir 220 anys d'influència (870-1090) en la civilització actual. A més de la seva llengua, l'àrab sicilià, hi van introduir el cotó, les taronges i llimones i moltes noves tècniques de regadiu. Algunes d'elles, com la sínia, segueixen sent utilitzades, sense canvis, avui en dia. Molts noms de llocs a Malta daten d'aquest període. La ciutat fenícia de Mdina va ser modificada àmpliament en aquest període.

## Del segle XII al XVI

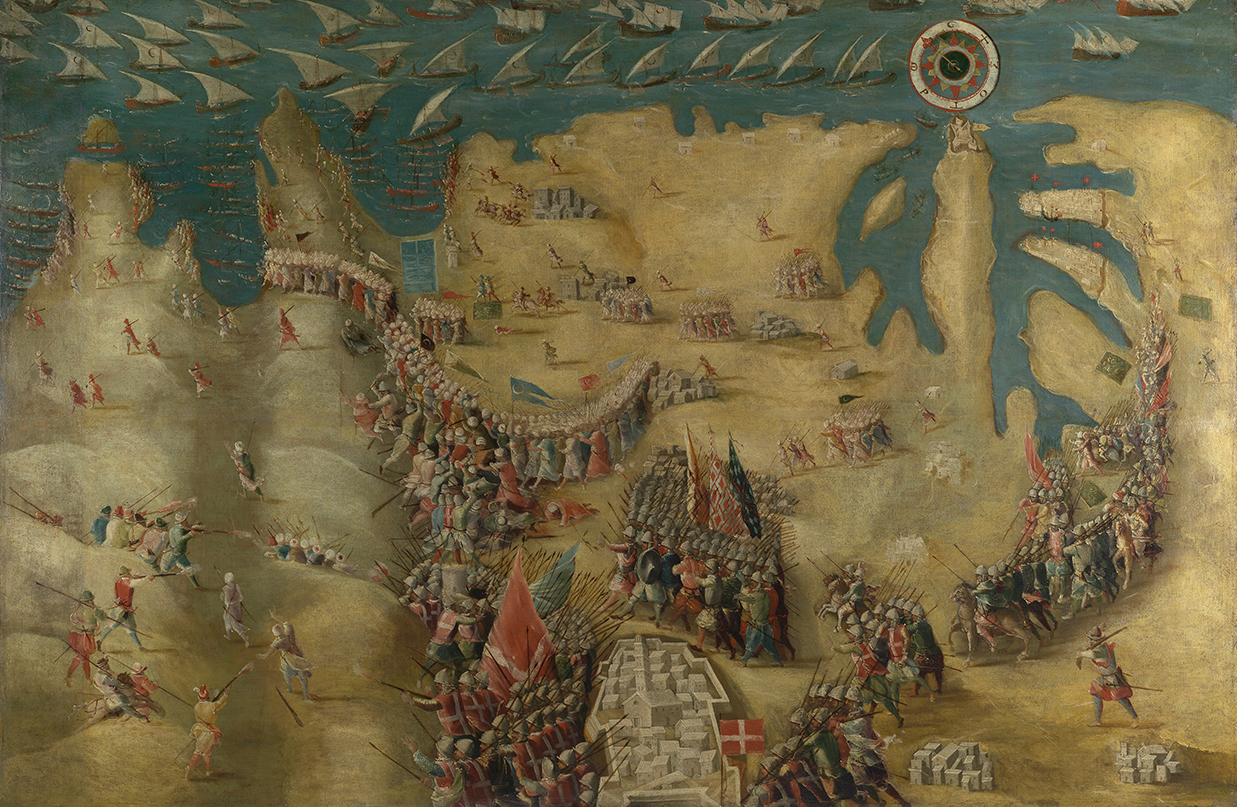
Setge de Malta de 1565

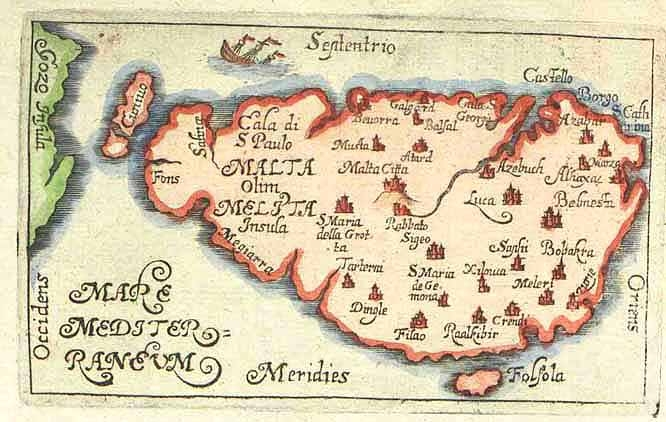
Mapa de Malta al, quan l'italià va ser declarat l'idioma oficial pels Cavallers de Malta

Després de l'expulsió dels musulmans el 1248 la llengua àrab i la siciliana hi van conviure i Malta va dependre de diversos senyors. A partir de 1373 Malta disposa d'una assemblea (Università) pròpia que dicta les seves normes i guardava, almenys aparentment, la seva independència respecte als senyors, si bé estava composta per lletrats, clergues i terratinents. Regulaven el comerç i impartien justícia, i formaren també un grup de soldats encarregats de la defensa de les ciutats. En realitat el model no distava massa del feudalisme europeu.
Malta mantenia la seva posició estratègica pel que fa a normands, Sicília i els àrabs. Les relacions comercials eren fluides. Era a la ruta que partia dels ports de la Corona d'Aragó cap a l'est de la Mediterrània, i entre Gènova i el nord d'Àfrica (en concret, els ports de Tunísia i Algèria). Durant aquest temps la producció de cotó va ser important, i va esdevenir-ne una de les principals exportacions.
El cristianisme va ser reintroduït a les illes el 1127 amb Roger II. Es va estendre ràpidament, encara que no tingué bisbe propi fins al 1366, quan s'hi establiren els primers ordes religiosos, com els franciscans el 1372 i els benedictins. A aquest establiment va ajudar la història de la presència de sant Pau en l'antiguitat.
A partir de 1282 Malta passa a formar part de la corona catalanoaragonesa. A l'inici del període, el predomini de comerciants estrangers en l'economia d'Itàlia i de Sicília meridional era molt pronunciat. Els catalans van anar formant també un grup important de comerç, mentre que els banquers genovesos facilitaven tot el crèdit que pogués necessitar la corona catalanoaragonesa. Després de la unificació dels regnes de Castella i Aragó i l'expansió mediterrània d'aquests entre 1500 i 1510, que va suposar la conquesta de Trípoli, Sfax, Melilla i Orà, la importància de Malta en la corona de Nàpols va ser molt menor.
El 1530, les illes van ser cedides per Carles I d'Espanya a l'Orde de Sant Joan de Jerusalem, que havien estat expulsats de Rodes per l'Imperi Otomà al 1522 a perpetuïtat, a canvi del pagament simbòlic d'un falcó cada any. Aquest orde monàstic militant, conegut des de llavors com l'Orde de Malta, fou assetjat pels turcs otomans el 1565, després que en reforcessin les fortificacions, especialment a la nova ciutat de La Valletta, anomenada així per Jean Parisot de la Valette, el seu constructor.

## De Napoleó als nostres dies

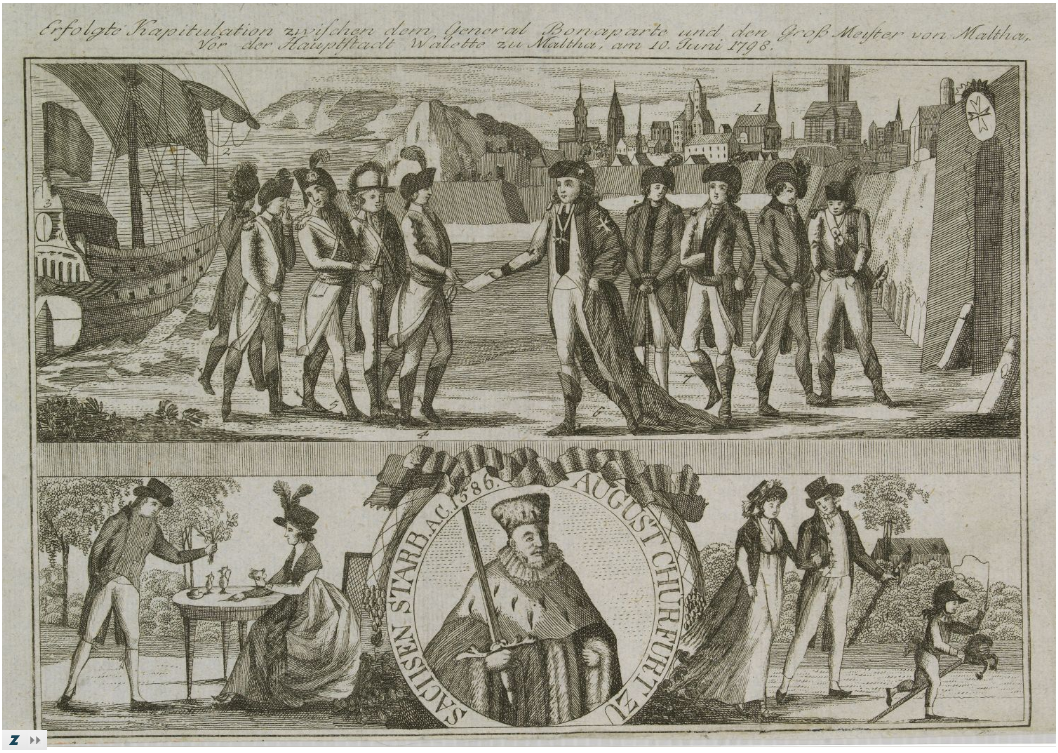
Capitulació de 1798

El seu domini va acabar quan Napoleó va conquistar les illes el 1798. L'ocupació pels francesos, a part que va durar només dos anys (totalment bloquejats per Nelson), va ser impopular per la seva negativa actitud cap a la religió. Els maltesos es van rebel·lar contra ells, i els francesos es veieren forçats a retirar-se rere les fortificacions. El Regne de la Gran Bretanya, juntament amb el Regne de les Dues Sicílies, va enviar-hi municions i ajuda. Els britànics també hi van enviar la seva flota, que va imposar un bloqueig a les illes. Les aïllades forces franceses, sota el general Claude-Henri Belgrande de Vaubois, es rendiren el 1800 i els britànics van prendre el control de les illes. Malta va esdevenir un protectorat i fou presentada per diversos líders maltesos a Sir Alexander Ball.
El 1814, com a part del tractat de París, Malta va passar a ser oficialment part de l'Imperi britànic. Per la seva situació estratègica al mig de la Mediterrània, a mig camí entre l'estret i la base britànica de Gibraltar a l'oest i el canal de Suez i l'Egipte britànic a l'est, va passar a ser usada com a port d'escala cap a l'Índia britànica i fou quarter general de la flota fins a mitjans de la dècada del 1930. Malta va exercir un paper important durant la Segona Guerra Mundial, atès que la seva posició també es trobava a mig camí entre la Itàlia feixista i el seu camp de batalla a Líbia i Àfrica del Nord, per la qual cosa fou una espina en les línies d'aprovisionament de l'Eix, i fou bombardejada i durament assetjada. El coratge del seu poble va portar al lliurament de la Creu de Sant Jordi, que avui pot ser vista en la bandera del país.
La independència de Malta va ser concedida el 21 de setembre de 1964. Segons la Constitució de 1964, Malta manté com a sobirana Elisabet II del Regne Unit, i un governador general exerceix l'autoritat executiva en el seu nom. Però el 13 de desembre de 1974, Malta es va transformar en una república dins de la Commonwealth, amb un president com a cap d'estat. Tot i que Malta era enterament independent des de 1964, els serveis britànics van romandre al país i van mantenir un control total sobre els ports, aeroports, correus, ràdio i televisió fins al 31 de març de 1979, quan les últimes tropes britàniques van abandonar l'illa després que el govern britànic refusés pagar la taxa que pretenia el govern maltès del moment (laborista) per permetre que les forces britàniques romanguessin al país. El primer ministre era, llavors, Dominic Mintoff. Malta es va trobar en aquell moment lliure de bases militars estrangeres per primera vegada en la història. Aquest esdeveniment és avui celebrat com el Dia de la Llibertat. Malta es va adherir a la Unió Europea l'1 de maig del 2004.